# Leonardo Jardim
José Leonardo Nunes Alves Sousa Jardim (Barcelona, Venezuela; 1 de agosto de 1974) es un entrenador de fútbol portugués. Actualmente dirige al Cruzeiro de la Serie A.
Comenzó a trabajar a nivel profesional a la edad de 35 años, inicialmente con Camacha y Chaves, antes de ganar el ascenso a la Primeira Liga con Beira-Mar en 2009-10. Más tarde dirigió Braga, Olympiacos y Sporting de Lisboa.
Jardim se unió al Mónaco en 2014 y llevó al club a su octavo campeonato de la Ligue 1 en 2016-17. Tras ser despedido en octubre de 2018, fue reemplazado por Thierry Henry y reelegido en enero de 2019, antes de ser despedido nuevamente en diciembre.

## Carrera
Nacido en Venezuela de padres portugueses que se habían establecido temporalmente en ese país, Jardim regresó a la isla de Madeira y a Portugal a una edad muy joven. Estudió educación física en la Universidad de Madeira y a los 24 años se convirtió en el entrenador portugués más joven en obtener una licencia de la UEFA.
Inicios en el AD Camacha
En 2001, sólo con 27 años de edad, comenzó su carrera como entrenador, actuando como asistente en el AD Camacha durante dos temporadas.
Posteriormente, Jardim fue promovido a primer entrenador del club, de Tercera División, estando 4 temporadas y media en el club. 
GD Chaves
De ahí pasó al GD Chaves en la mitad de la temporada 2007-08, y llevó a los norteños a ascender a Segunda División en su primera temporada completa.
SC Beira-Mar
En el verano de 2009, fue nombrado en el SC Beira-Mar, logrando un nuevo ascenso, esta vez a la Primera División. Jardim dimitió a mitad de camino debido a una serie de malos resultados, a pesar de que el equipo de Aveiro finalmente logró conservar la categoría.
SC Braga
En mayo de 2011, Jardim llegó al Sporting Clube de Braga, firmando un contrato por 3 años. Llevó al Braga a luchar por el cetro liguero ante el Oporto y el Benfica hasta las últimas jornadas y obtuvo una de sus mejores clasificaciones históricas después de segundo puesto de la temporada 2009-2010 al terminar tercero, registrando un récord de 13 victorias consecutivas en liga en el proceso y llegando a dieciseisavos de final en la Europa League. Pese a estos buenos resultados, abandonó la entidad después de un desencuentro con el presidente del club. Según los medios locales, el divorcio entre Jardim y el presidente Antonio Salvador viene de discrepancias por la política deportiva a seguir y se agravó en una entrevista reciente del técnico luso en la que aseguraba que su relación con el dirigente era "esencialmente profesional".
Olympiacos FC
El 5 de junio de 2012, Jardim fue nombrado entrenador del Olympiacos FC con un contrato de dos años, en sustitución de Ernesto Valverde. El 19 de enero de 2013 se decide cesarle sin razón específica, sacándole 10 puntos al segundo y estando invicto en el campeonato. Su sustituto, el español Míchel González, fue anunciado el 4 de febrero. Cabe destacar que el equipo heleno, dirigido durante media temporada por Jardim, terminaría el curso ganando el doblete (Liga y Copa).
Sporting de Lisboa
En la temporada 2013-14, Jardim dirige al Sporting de Lisboa y guía a este equipo al subcampeonato en la Liga lusa, una clara mejoría con respecto al 7.º puesto que había obtenido el curso anterior. Sin embargo, el 20 de mayo de 2014, anuncia que no seguirá en el club.
AS Mónaco
El 5 de junio de 2014, sus representantes confirmaron que Jardim había firmado un contrato con el Mónaco como su nuevo técnico para las tres próximas temporadas. A día siguiente, el club hace oficial la llegada del entrenador portugués. Tuvo un inicio complicado al frente del conjunto monegasco (las salidas de James Rodríguez y Radamel Falcao no fueron ajenas a ello), que sólo ganó un partido y ocupó puestos de descenso en 2 de las 5 primeras jornadas de la Ligue 1, pero posteriormente inició una racha positiva de resultados que lo llevó a los puestos europeos al término de la primera vuelta. Asimismo, llegó hasta los cuartos de final de la Liga de Campeones, donde cayó ante la Juventus (futura finalista de la competición) por un solo gol. El 12 de mayo de 2015, Jardim renovó su contrato con el Mónaco hasta 2019, antes de concluir la Liga en 3.ª posición.
Su segunda temporada en el banquillo el Stade Louis II comenzó con mal pie, ya que el equipo no pudo acceder a la fase de grupos de la Liga de Campeones al ser eliminado por el Valencia, por lo que se tiene que conformar con jugar la Liga Europa. El Mónaco tampoco puede mantener el nivel mostrado la temporada anterior en la Ligue 1, donde navega por la zona templada de la clasificación en las primeras jornadas. Aunque la situación en el campeonato doméstico fue mejorando poco a poco, terminando la primera vuelta como 2.º clasificado, el equipo del Principado no pudo superar la fase de grupos de la Liga Europa. En la segunda vuelta, el equipo perdió la 2.ª posición ante el Olympique de Lyon, pero al menos retuvo la 3.ª que ya había ocupado el año anterior.
El curso 2016-17 arrancó de forma positiva, obteniendo el pase a la fase de grupos de la Liga de Campeones tras derrotar al Villarreal y situándose líder de la Ligue 1 tras 4 jornadas. A diferencia de temporadas anteriores, esta vez el conjunto del Principado mostró su faceta más ofensiva basándose en un juego de rápidas transiciones y desbordes por las bandas, contabilizando 36 goles a favor en 12 partidos del torneo doméstico, mejor marca histórica desde 1969. El Mónaco terminó la primera vuelta del campeonato en 2.ª posición, habiendo marcado 56 goles, más que ningún otro equipo del continente. El Mónaco fue subcampeón de la Copa de la Liga, perdiendo la final contra el París Saint-Germain (1-4); mientras que fue eliminado en semifinales de la Copa de Francia nuevamente ante los parisinos (5-0) y también cayó en semifinales de la Liga de Campeones ante la Juventus de Turín. Finalmente, cerró la temporada con la conquista de la Ligue 1, un título que el conjunto monegasco no ganaba desde el año 2000, poniendo fin a la hegemonía del París Saint-Germain, campeón de las 4 últimas ediciones. El 7 de junio de 2017, Jardim renovó su contrato con el club por un año más.
En la temporada 2017-18, los pupilos de Jardim no pudieron repetir su buen papel en la Liga de Campeones, ya que fueron eliminados en la fase de grupos; mientras que en la Ligue 1, el Mónaco terminó la primera vuelta como 2.º clasificado, a 9 puntos del líder y empatado con el 3.º En la Copa de Francia, el Olympique de Lyon derrotó al conjunto monegasco en dieciseisavos de final (2-3). Finalmente, el equipo del Principado terminó la Ligue 1 como subcampeón.
Sin embargo, el Mónaco arrancó la Ligue 1 2018-19 con malos resultados: Solamente sumaron 6 puntos (una victoria, 3 empates y 2 derrotas) en las 6 primeras jornadas, siendo su peor inicio en el torneo desde el curso 2006-07, cuando obtuvieron 4 puntos. Finalmente, el 11 de octubre de 2018, Jardim fue destituido de su cargo por estos malos resultados, dejando al Mónaco como 18.º clasificado tras 9 jornadas de la Ligue 1 y habiendo perdido sus 2 primeros partidos de la Liga de Campeones.
Ofertas del extranjero
Tras desvincularse del Mónaco, rechazó una oferta del Al-Nassr de Arabia Saudí y otra del Dalian Yifang de China.
Regreso al Mónaco
El 25 de enero de 2019, el Mónaco anunció que Jardim volvía al mando del equipo, tras haber firmado un contrato por el resto de la temporada y 2 más. Logró la permanencia en la última jornada de la Ligue 1, finalizando como 17.º clasificado. El 28 de diciembre de 2019, después de terminar la primera vuelta de la Ligue 1 en 7.ª posición, el Mónaco anunció el despido de Jardim.
Al-Hilal
El 2 de junio de 2021, se confirmó su llegada al club Al-Hilal de Arabia Saudita, firmando por una temporada. Al mando de dicho equipo, logró ganar la Supercopa de Arabia Saudita y la Liga de Campeones de la AFC. El 14 de febrero de 2022, llegó a un acuerdo con el club para rescindir su contrato.
Shabab Al-Ahli
El 8 de junio de 2022, se anunció su fichaje por el Shabab Al-Ahli de los Emiratos Árabes Unidos, firmando contrato por una temporada. Ganó la UAE Pro League en su primera temporada, aunque decidió marcharse del club luego de la finalización del campeonato.
Al-Rayyan
El 26 de junio de 2023, se incorporó al Al-Rayyan SC. Luego de un subcampeonato en la Qatar Stars League, decidió dejar su cargo de mutuo acuerdo con el club en junio de 2024.
Al-Ain
El 7 de noviembre de 2024, asumió al frente del Al-Ain.Sin embargo, en febrero de 2025, el club anunció la rescisión de su contrato.
Cruzeiro
El 4 de febrero de 2025, fue anunciado como entrenador del Cruzeiro.

## Clubes

### Como asistente técnico
| Club       | País     | Año       |
| ---------- | -------- | --------- |
| AD Camacha | Portugal | 2001-2003 |

### Como entrenador
| Club           | País           | Año           |
| -------------- | -------------- | ------------- |
| AD Camacha     | Portugal       | 2003-2008     |
| GD Chaves      | Portugal       | 2008-2009     |
| Beira-Mar      | Portugal       | 2009-2011     |
| Sporting Braga | Portugal       | 2011-2012     |
| Olympiacos     | Grecia         | 2012-2013     |
| Sporting CP    | Portugal       | 2013-2014     |
| AS Mónaco      | Francia        | 2014-2018     |
| AS Mónaco      | Francia        | 2019          |
| Al-Hilal       | Arabia Saudita | 2021-2022     |
| Shabab Al-Ahli | EAU            | 2022-2023     |
| Al-Rayyan SC   | Catar          | 2023-2024     |
| Al-Ain         | EAU            | 2024-2025     |
| Cruzeiro       | Brasil         | 2025-presente |

## Estadísticas como entrenador
| Equipo                  | Div.                | Temporada           | Liga  | Liga | Liga | Liga | Liga |       | Copa | Copa | Copa | Copa  |    | Internacional | Internacional | Internacional | Internacional | Internacional |   | Otros | Otros | Otros | Otros |     | Totales     | Totales | Totales | Totales | Totales | Totales | Totales | Totales |
| Equipo                  | Div.                | Temporada           | Part. | G    | E    | P    | Pos. | Part. | G    | E    | P    | Part. | G  | E             | P             | Pos.          | Part.         | G             | E | P     | Part. | G     | E     | P   | Rendimiento | GF      | GC      | Dif.    |         |         |         |         |
| ----------------------- | ------------------- | ------------------- | ----- | ---- | ---- | ---- | ---- | ----- | ---- | ---- | ---- | ----- | -- | ------------- | ------------- | ------------- | ------------- | ------------- | - | ----- | ----- | ----- | ----- | --- | ----------- | ------- | ------- | ------- | ------- | ------- | ------- | ------- |
| AD Camacha Portugal     | 3.ª                 | 2003-04             | 38    | 17   | 10   | 11   | 5.º  | 1     | 0    | 1    | 0    | -     | -  | -             | -             | -             | -             | -             | - | -     | 39    | 17    | 11    | 11  | 52.99%      | 56      | 47      | +9      |         |         |         |         |
| AD Camacha Portugal     | 3.ª                 | 2004-05             | 38    | 14   | 11   | 13   | 9.º  | 2     | 1    | 0    | 1    | -     | -  | -             | -             | -             | -             | -             | - | -     | 40    | 15    | 11    | 14  | 46.67%      | 55      | 49      | +6      |         |         |         |         |
| AD Camacha Portugal     | 3.ª                 | 2005-06             | 26    | 12   | 6    | 8    | 3.º  | 3     | 1    | 1    | 1    | -     | -  | -             | -             | -             | -             | -             | - | -     | 29    | 13    | 7     | 9   | 52.88%      | 53      | 35      | +18     |         |         |         |         |
| AD Camacha Portugal     | 3.ª                 | 2006-07             | 26    | 13   | 6    | 7    | 3.º  | 4     | 3    | 0    | 1    | -     | -  | -             | -             | -             | -             | -             | - | -     | 30    | 16    | 6     | 8   | 60%         | 48      | 29      | +19     |         |         |         |         |
| AD Camacha Portugal     | 3.ª                 | 2007-08             | 25    | 10   | 6    | 9    | Inc. | 3     | 2    | 0    | 1    | -     | -  | -             | -             | -             | -             | -             | - | -     | 28    | 12    | 6     | 10  | 50%         | 38      | 26      | +12     |         |         |         |         |
| AD Camacha Portugal     | Total               | Total               | 153   | 66   | 39   | 48   | -    | 13    | 7    | 2    | 4    | -     | -  | -             | -             | -             | -             | -             | - | -     | 166   | 73    | 41    | 52  | 52.21%      | 250     | 186     | +64     |         |         |         |         |
| GD Chaves Portugal      | 3.ª                 | 2007-08             | 10    | 6    | 2    | 2    | 4.º  | -     | -    | -    | -    | -     | -  | -             | -             | -             | -             | -             | - | -     | 10    | 6     | 2     | 2   | 66.67%      | 18      | 11      | +7      |         |         |         |         |
| GD Chaves Portugal      | 3.ª                 | 2008-09             | 35    | 20   | 9    | 6    | 2.º  | 3     | 2    | 0    | 1    | -     | -  | -             | -             | -             | -             | -             | - | -     | 38    | 22    | 9     | 7   | 65.78%      | 60      | 26      | +34     |         |         |         |         |
| GD Chaves Portugal      | Total               | Total               | 45    | 26   | 11   | 8    | -    | 3     | 2    | 0    | 1    | -     | -  | -             | -             | -             | -             | -             | - | -     | 48    | 28    | 11    | 9   | 65.97%      | 78      | 37      | +41     |         |         |         |         |
| Beira-Mar Portugal      | 2.ª                 | 2009-10             | 30    | 16   | 6    | 8    | 1.º  | 8     | 3    | 3    | 2    | -     | -  | -             | -             | -             | -             | -             | - | -     | 38    | 19    | 9     | 10  | 57.89%      | 56      | 36      | +20     |         |         |         |         |
| Beira-Mar Portugal      | 1.ª                 | 2010-11             | 21    | 5    | 10   | 6    | Inc. | 7     | 1    | 2    | 4    | -     | -  | -             | -             | -             | -             | -             | - | -     | 18    | 10    | 6     | 2   | 66.67%      | 31      | 36      | -5      |         |         |         |         |
| Beira-Mar Portugal      | Total               | Total               | 51    | 21   | 16   | 14   | -    | 15    | 4    | 5    | 6    | -     | -  | -             | -             | -             | -             | -             | - | -     | 66    | 25    | 21    | 20  | 48.49%      | 87      | 72      | +15     |         |         |         |         |
| Sporting Braga Portugal | 1.ª                 | 2011-12             | 30    | 19   | 5    | 6    | 3.º  | 6     | 4    | 1    | 1    | 10    | 4  | 4             | 2             | 1/16          | -             | -             | - | -     | 46    | 27    | 10    | 9   | 65.95%      | 84      | 45      | +39     |         |         |         |         |
| Sporting Braga Portugal | Total               | Total               | 30    | 19   | 5    | 6    | -    | 6     | 4    | 1    | 1    | 10    | 4  | 4             | 2             | -             | -             | -             | - | -     | 46    | 27    | 10    | 9   | 65.95%      | 84      | 45      | +39     |         |         |         |         |
| Olympiacos · Grecia     | 1.ª                 | 2012-13             | 17    | 14   | 3    | 0    | Inc. | 3     | 3    | 0    | 0    | 6     | 3  | 0             | 3             | Inc.          | -             | -             | - | -     | 26    | 20    | 3     | 3   | 80.77%      | 55      | 19      | +36     |         |         |         |         |
| Olympiacos · Grecia     | Total               | Total               | 17    | 14   | 3    | 0    | -    | 3     | 3    | 0    | 0    | 6     | 3  | 0             | 3             | -             | -             | -             | - | -     | 26    | 20    | 3     | 3   | 80.77%      | 55      | 19      | +36     |         |         |         |         |
| Sporting CP Portugal    | 1.ª                 | 2013-14             | 30    | 20   | 7    | 3    | 2.º  | 5     | 3    | 1    | 1    | -     | -  | -             | -             | -             | -             | -             | - | -     | 35    | 23    | 8     | 4   | 73.33%      | 71      | 26      | +45     |         |         |         |         |
| Sporting CP Portugal    | Total               | Total               | 30    | 20   | 7    | 3    | -    | 5     | 3    | 1    | 1    | -     | -  | -             | -             | -             | -             | -             | - | -     | 35    | 23    | 8     | 4   | 73.33%      | 71      | 26      | +45     |         |         |         |         |
| AS Mónaco Francia       | 1.ª                 | 2014-15             | 38    | 20   | 11   | 7    | 3.º  | 7     | 4    | 2    | 1    | 10    | 4  | 3             | 3             | 1/4           | -             | -             | - | -     | 55    | 28    | 16    | 11  | 60.61%      | 68      | 35      | +33     |         |         |         |         |
| AS Mónaco Francia       | 1.ª                 | 2015-16             | 38    | 17   | 14   | 7    | 3.º  | 4     | 2    | 0    | 2    | 10    | 4  | 3             | 3             | FG            | -             | -             | - | -     | 52    | 23    | 17    | 12  | 55.13%      | 86      | 72      | +14     |         |         |         |         |
| AS Mónaco Francia       | 1.ª                 | 2016-17             | 38    | 30   | 5    | 3    | 1.º  | 9     | 6    | 1    | 2    | 16    | 9  | 2             | 5             | 1/2           | -             | -             | - | -     | 63    | 45    | 8     | 10  | 75.66%      | 159     | 74      | +85     |         |         |         |         |
| AS Mónaco Francia       | 1.ª                 | 2017-18             | 38    | 24   | 8    | 6    | 2.º  | 6     | 4    | 0    | 2    | 6     | 0  | 2             | 4             | FG            | 1             | 0             | 0 | 1     | 51    | 28    | 10    | 13  | 61.44%      | 105     | 72      | +33     |         |         |         |         |
| AS Mónaco Francia       | 1.ª                 | 2018-19             | 25    | 6    | 9    | 10   | 17.º | 1     | 0    | 1    | 0    | 2     | 0  | 0             | 2             | FG            | 1             | 0             | 0 | 1     | 29    | 6     | 10    | 13  | 32.18%      | 31      | 43      | -12     |         |         |         |         |
| AS Mónaco Francia       | 1.ª                 | 2019-20             | 18    | 8    | 4    | 6    | Inc. | 2     | 1    | 0    | 1    | -     | -  | -             | -             | -             | -             | -             | - | -     | 20    | 9     | 4     | 7   | 51.67%      | 33      | 30      | +3      |         |         |         |         |
| AS Mónaco Francia       | Total               | Total               | 195   | 105  | 51   | 39   | -    | 29    | 17   | 4    | 8    | 44    | 17 | 10            | 17            | -             | 2             | 0             | 0 | 2     | 270   | 139   | 65    | 66  | 59.5%       | 482     | 326     | +156    |         |         |         |         |
| Al-Hilal Arabia Saudita | 1.ª                 | 2021-22             | 17    | 8    | 7    | 2    | Inc. | 1     | 1    | 0    | 0    | 4     | 4  | 0             | 0             | 1.º           | 4             | 1             | 1 | 2     | 26    | 14    | 8     | 4   | 64.11%      | 48      | 29      | +19     |         |         |         |         |
| Al-Hilal Arabia Saudita | Total               | Total               | 17    | 8    | 7    | 2    | -    | 1     | 1    | 0    | 0    | 4     | 4  | 0             | 0             | -             | 4             | 1             | 1 | 2     | 26    | 14    | 8     | 4   | 64.11%      | 48      | 29      | +19     |         |         |         |         |
| Shabab Al-Ahli · EAU    | 1.ª                 | 2022-23             | 26    | 17   | 6    | 3    | 1.º  | 5     | 2    | 2    | 1    | 1     | 0  | 0             | 1             | 1/8           | -             | -             | - | -     | 32    | 19    | 8     | 5   | 67.71%      | 61      | 34      | +27     |         |         |         |         |
| Shabab Al-Ahli · EAU    | Total               | Total               | 26    | 17   | 6    | 3    | -    | 5     | 2    | 2    | 1    | 1     | 0  | 0             | 1             | -             | -             | -             | - | -     | 32    | 19    | 8     | 5   | 67.71%      | 61      | 34      | +27     |         |         |         |         |
| Al-Rayyan Catar         | 1.ª                 | 2023-24             | 22    | 15   | 2    | 5    | 2.º  | 9     | 5    | 1    | 3    | -     | -  | -             | -             | -             | -             | -             | - | -     | 31    | 20    | 3     | 8   | 67.75%      | 67      | 38      | +29     |         |         |         |         |
| Al-Rayyan Catar         | Total               | Total               | 22    | 15   | 2    | 5    | -    | 9     | 5    | 1    | 3    | 0     | 0  | 0             | 0             | -             | -             | -             | - | -     | 31    | 20    | 3     | 8   | 67.75%      | 67      | 38      | +29     |         |         |         |         |
| Al-Ain · EAU            | 1.ª                 | 2024-25             | 9     | 4    | 3    | 2    | Inc. | 3     | 1    | 0    | 2    | 3     | 0  | 1             | 2             | Inc.          | -             | -             | - | -     | 15    | 5     | 4     | 6   | 42.22%      | 28      | 23      | +5      |         |         |         |         |
| Al-Ain · EAU            | Total               | Total               | 9     | 4    | 3    | 2    | -    | 3     | 1    | 0    | 2    | 3     | 0  | 1             | 2             | -             | -             | -             | - | -     | 15    | 5     | 4     | 6   | 42.22%      | 28      | 23      | +5      |         |         |         |         |
| Cruzeiro · Brasil       | 1.ª                 | 2025                | 20    | 11   | 5    | 4    | -    | 7     | 3    | 3    | 1    | 6     | 1  | 2             | 3             | FG            | -             | -             | - | -     | 33    | 15    | 10    | 8   | 55.55%      | 47      | 25      | +22     |         |         |         |         |
| Cruzeiro · Brasil       | Total               | Total               | 20    | 11   | 5    | 4    | -    | 7     | 3    | 3    | 1    | 6     | 1  | 2             | 3             | -             | -             | -             | - | -     | 33    | 15    | 10    | 8   | 55.55%      | 47      | 25      | +22     |         |         |         |         |
| Total en su carrera     | Total en su carrera | Total en su carrera | 616   | 326  | 155  | 135  | -    | 98    | 52   | 19   | 27   | 74    | 29 | 17            | 28            | -             | 6             | 1             | 1 | 4     | 794   | 408   | 192   | 194 | 59.45%      | 1358    | 860     | +498    |         |         |         |         |
| 1. 2. 3.                |                     |                     |       |      |      |      |      |       |      |      |      |       |    |               |               |               |               |               |   |       |       |       |       |     |             |         |         |         |         |         |         |         |

### Resumen por competiciones
| Competición                          | Partidos | Ganados | Empatados | Perdidos | %      | Resultado        |
| ------------------------------------ | -------- | ------- | --------- | -------- | ------ | ---------------- |
| II Divisão                           | 198      | 92      | 50        | 56       | 54.88% | Subcampeón       |
| Segunda División de Portugal         | 30       | 16      | 6         | 8        | 60%    | Campeón          |
| Primeira Liga                        | 81       | 44      | 22        | 15       | 63.37% | Subcampeón       |
| Copa de Portugal                     | 26       | 13      | 4         | 9        | 55.13% | Octavos de final |
| Copa de la Liga de Portugal          | 16       | 7       | 5         | 4        | 54.17% | Semifinales      |
| Superliga de Grecia                  | 17       | 14      | 3         | 0        | 88.23% | Primer lugar     |
| Copa de Grecia                       | 3        | 3       | 0         | 0        | 100%   | Octavos de final |
| Ligue 1                              | 195      | 105     | 51        | 39       | 62.57% | Campeón          |
| Copa de Francia                      | 14       | 10      | 0         | 4        | 71.43% | Semifinales      |
| Copa de la Liga de Francia           | 15       | 7       | 4         | 4        | 55.56% | Subcampeón       |
| Supercopa de Francia                 | 2        | 0       | 0         | 2        | 0%     | Subcampeón       |
| Liga Profesional Saudí               | 17       | 8       | 7         | 2        | 60.79% | 4.º lugar        |
| Copa del Rey de Campeones            | 1        | 1       | 0         | 0        | 100%   | Primera ronda    |
| Supercopa de Arabia Saudita          | 1        | 0       | 1         | 0        | 33.33% | Campeón          |
| Liga de los EAU                      | 35       | 21      | 9         | 5        | 68.57% | Campeón          |
| Copa Presidente EAU                  | 4        | 2       | 0         | 2        | 50%    | Cuartos de final |
| Copa de Liga de los EAU              | 4        | 1       | 2         | 1        | 41.67% | Cuartos de final |
| Liga de fútbol de Catar              | 22       | 15      | 2         | 5        | 71.21% | Subcampeón       |
| Copa del Emir de Catar               | 2        | 1       | 1         | 0        | 66.67% | Cuartos de final |
| Copa Príncipe de la Corona de Catar  | 2        | 1       | 0         | 1        | 50%    | Cuartos de final |
| Copa de las Estrellas de Catar       | 5        | 3       | 0         | 2        | 60%    | Subcampeón       |
| Brasileirão                          | 20       | 11      | 5         | 4        | 63.33% | En disputa       |
| Copa de Brasil                       | 4        | 3       | 1         | 0        | 83.33% | En disputa       |
| Campeonato Mineiro                   | 3        | 0       | 2         | 1        | 22.22% | Semifinales      |
| Liga de Campeones de la UEFA         | 44       | 19      | 7         | 18       | 48.48% | Semifinales      |
| Liga Europa de la UEFA               | 16       | 5       | 7         | 4        | 45.83% | Fase de grupos   |
| Liga de Campeones de Élite de la AFC | 8        | 4       | 1         | 3        | 54.17% | Campeón          |
| Copa Sudamericana                    | 6        | 1       | 2         | 3        | 27.78% | Fase de grupos   |
| Mundial de Clubes de la FIFA         | 3        | 1       | 0         | 2        | 33.33% | 3.er lugar       |
| TOTAL                                | 794      | 408     | 192       | 194      | 59.45% | 5 Títulos        |

## Palmarés

#### Campeonatos nacionales
| Título                       | Club           | País           | Año     |
| ---------------------------- | -------------- | -------------- | ------- |
| Segunda División de Portugal | Beira-Mar      | Portugal       | 2009-10 |
| Ligue 1                      | AS Mónaco      | Francia        | 2016-17 |
| Supercopa de Arabia Saudita  | Al-Hilal       | Arabia Saudita | 2021    |
| UAE Pro League               | Shabab Al-Ahli | EAU            | 2022-23 |

#### Campeonatos internacionales
| Título                               | Club     | País           | Año  |
| ------------------------------------ | -------- | -------------- | ---- |
| Liga de Campeones de Élite de la AFC | Al-Hilal | Arabia Saudita | 2021 |

#### Distinciones individuales
| Distinción                       | Año     |
| -------------------------------- | ------- |
| Entrenador del Año en la Ligue 1 | 2016-17 |